# 商船三井
株式会社商船三井（しょうせんみつい、Mitsui O.S.K. Lines, Ltd.）は、東京都港区虎ノ門に本店を置く、三井グループの大手海運会社である。東証プライム上場。略称はMOL（エム・オー・エル）。日経平均株価、TOPIX Large70、JPX日経インデックス400の構成銘柄の一つ。

## 概要
日本郵船（NYK LINE）・川崎汽船（ “K”Line ）と並ぶ日本の三大海運会社の1社、連結純利益、連結売上高および時価総額で国内2位である。LNG輸送および海洋事業の分野に強みを持つ。
1964年、進藤孝二社長時代、三井船舶と大阪商船が合併し、大阪商船三井船舶（略称・商船三井）が発足した（英文社名のO.S.KはOsaka Shosen Kaishaに由来する）。
1999年、生田正治社長時代、ナビックスラインと合併、「商船三井」を正式社名とする。

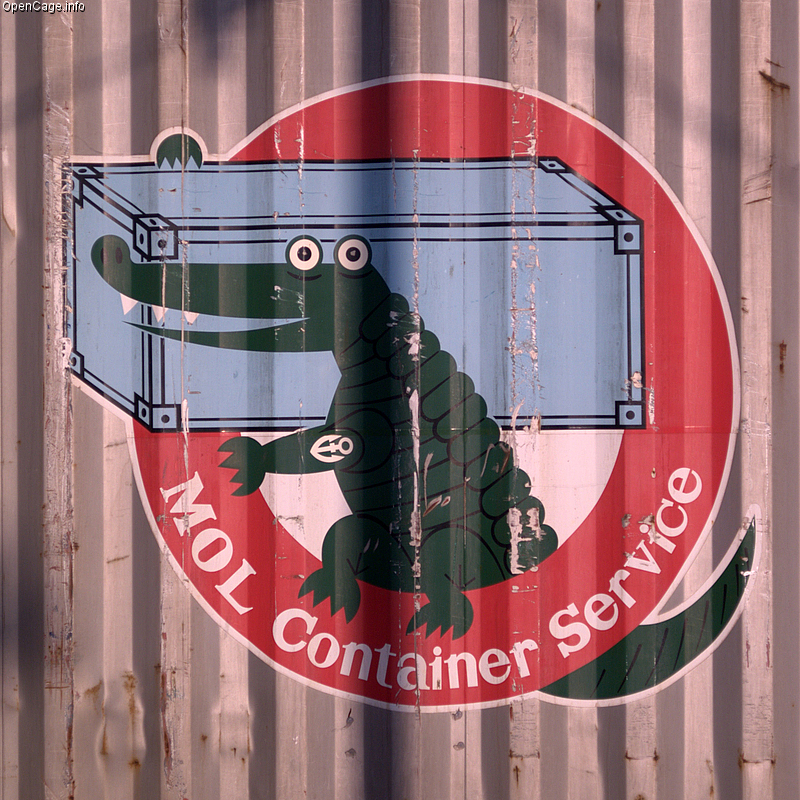
アリゲーターマーク

ファンネルマーク（煙突の印）については図柄のない橙一色としており、1964年の三井船舶・大阪商船の合併交渉当時大阪商船の交渉委員長が「トップ企業にマークは必要ない」との意見を出したことや、大阪商船の専務と三井船舶の常務が会合した際に吸っていたタバコ「光」の箱の色合いを参考にしたものとした。また海上コンテナに記されていた「アリゲーター」印は柳原良平のデザインで、戦闘的かつ水陸両用で活躍する物をといった思いでワニをモチーフとしたものとした。
三井グループに属しており二木会・三井広報委員会・三井業際研究所・綱町三井倶楽部・月曜会・三井文庫の会員企業であることに加え、山下新日本汽船→ナビックスラインからの流れで三和グループにも属しており、三水会とその後身社長会である水曜会の会員企業でもあるがみどり会には未加盟である。

## 沿革

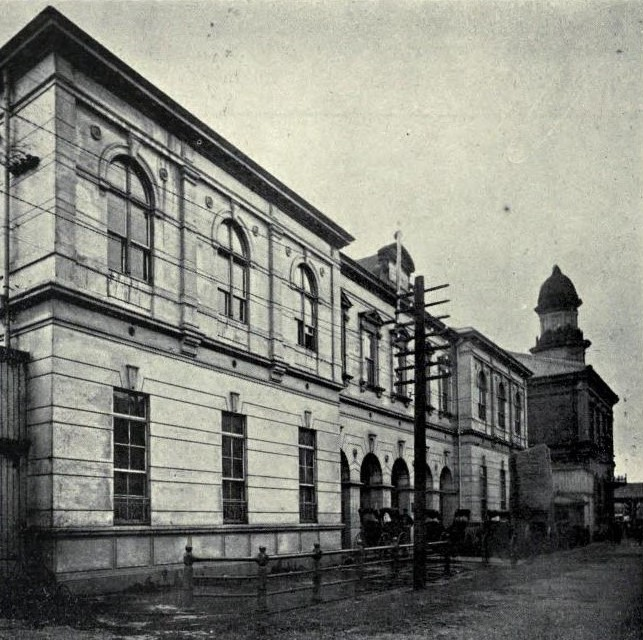
大阪商船

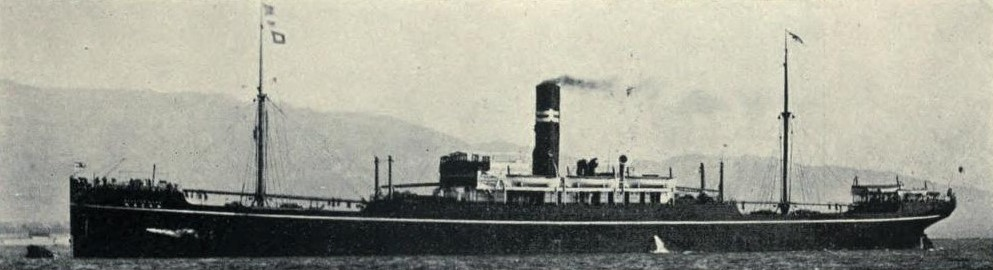
たこま丸(大阪商船)

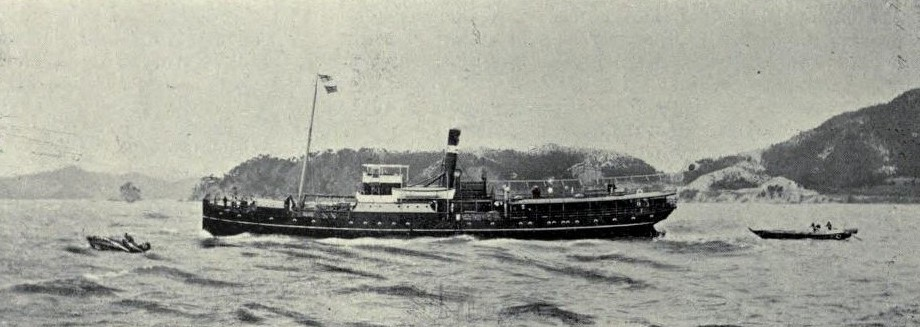
天竜丸（大阪商船）

### 明治
- 1878年（明治11年）- 三井物産が鉄製蒸気船「秀吉丸」で三池炭の海外輸送（口之津-上海間）を開始。
- 1884年（明治17年）5月 - 瀬戸内航路を主として運航する60余りの船問屋を統合して、大阪商船を設立。
- 1903年（明治36年）4月29日 - 三井物産が船舶部を門司に設置（三井船舶の前身）[12]。
- 1907年（明治40年）3月 - 大阪商船、日本郵船、湖南汽船、大東汽船が合弁で、上海に日清汽船を設立。
- 1909年（明治42年） - 辰馬汽船合資会社を設立（1916年に辰馬汽船株式会社に改組、のち新日本汽船)[13]。
- 1912年（明治45年）5月 - 大阪商船、観光開発を目的とした1,000トン級のドイツ製客船「紅丸」（くれないまる）が、大阪と別府温泉を結ぶ航路に就航。
- 1923年（大正12年） - 大阪商船、広島‐別府航路を開設（のちの旧・広別汽船）。
- 1939年（昭和14年） - 大阪商船、「あるぜんちな丸」「ぶら志゛る丸」を建造。両船は貨客船として南米航路に就航。
- 1942年（昭和17年）
  - 5月 – 大阪商船の内航部を分離し、宇和島運輸ほか5社[注 2]と共同で関西汽船設立。
  - 12月 - 三井物産の船舶部門が三井船舶株式会社として分社化。

### 戦後
- 1947年（昭和22年） – 財閥解体により辰馬汽船が新日本汽船となる。
- 1964年（昭和39年）
  - 1月 - 山下汽船が新日本汽船と合併して山下新日本汽船となる。
    - 新日本汽船は、もともと清酒輸送のために灘の醸造家辰馬家が1846年に始めた回漕業を前身とする船会社である[14]。

  - 3月 - 日東商船が大同海運と合併してジャパンラインとなる。
  - 4月 - 三井船舶が大阪商船と合併し、大阪商船三井船舶株式会社となる。
    - 大阪商船は当初、日東・大同連合に合流する計画だったが、同社主要株主に名を連ねている住友グループ各社や同社傘下にある第一中央汽船の猛反発を受け、結局この形に収まった。

- 1965年（昭和40年）- 日産自動車の保証を得て、自動車輸出のための自動車運搬船、追浜丸を建造。
- 1967年（昭和42年）- 柳原良平デザインのアリゲーターマークがコンテナサービスの象徴となる。
- 1989年（平成元年）6月 - 山下新日本汽船がジャパンラインと合併し、ナビックスラインとなる。本格的クルーズ船「ふじ丸」竣工。
- 1993年（平成5年）10月 - 日本海汽船株式会社を合併。
- 1995年（平成7年）
  - 海外コンテナ船社間での提携、ザ・グローバル・アライアンス締結。
  - 10月 - 新栄船舶株式会社を合併。
- 1996年（平成8年）4月 - 東京マリン株式会社に資本参加。
- 1998年（平成10年）- ザ・ニュー・ワールド・アライアンス締結（ザ・グローバル・アライアンスの改称）。
- 1999年（平成11年）4月 - 大阪商船三井船舶とナビックスラインが合併、株式会社商船三井となる。本社・子会社の国内定航船事業を統合し、株式会社エム・オー・エル・ジャパン（現・株式会社MOL JAPAN）が発足。
- 2000年（平成12年）4月 - 商船三井興業、日本工機[注 3]、ナビックステクノトレードが合併し、商船三井テクノトレード株式会社が発足。
- 2001年（平成13年）
  - 3月 - 商船三井フェリー株式会社発足。
  - 7月 - 株式会社エム・オー・シーウェイズにナビックス近海株式会社の近海部門を移管し、それぞれ商船三井近海株式会社及びナビックス内航株式会社に商号を変更。
- 2003年（平成15年）7月 – ナビックス内航に商船三井フェリーの内航不定期船部門を統合し、商船三井内航株式会社に商号を変更。
- 2004年（平成16年）10月 – 株式公開買付けによりダイビルを子会社化 。
- 2006年（平成18年）3月 - 株式公開買付けにより、宇徳運輸株式会社（現・宇徳）を子会社化。
- 2007年（平成19年）4月 - ロゴ変更[注 4]。
- 2009年（平成21年）
  - 4月 - 株式公開買付けにより、関西汽船株式会社を子会社化。
  - 7月 - 本店を大阪から東京に移転。
  - 9月 - 日産自動車から日産専用船株式会社の株式の一部を取得し、同社を連結子会社化。
  - 10月 - 関西汽船とダイヤモンドフェリーが共同株式移転により、株式会社フェリーさんふらわあを設立。
- 2011年（平成23年）10月 - フェリーさんふらわあが関西汽船とダイヤモンドフェリーを吸収合併。
- 2017年（平成29年）7月 - 日本郵船、川崎汽船と共にコンテナ船事業を統合、新会社「オーシャン・ネットワーク・エクスプレス（ONE）」が発足[15]。
- 2022年（令和4年）
  - 3月 - 宇徳を完全子会社化。
  - 4月 - ダイビルを完全子会社化。
  - 10月-  子会社のインターナショナル・トランスポーテーションの株式を売却すると発表[16]。
- 2023年（令和5年）
  - 10月1日 - 子会社の商船三井フェリーとフェリーさんふらわあが経営統合し、新会社「商船三井さんふらわあ」が発足[17]。

## 歴代経営者
三井物産船舶課長
- 三井高泰

三井物産船舶部長
- 藤村義朗（初代部長）
- 谷口武一郎
- 田中清次郎（未着任）
- 川村貞次郎
- 大石七郎
- 古川虎三郎
- 佐々木周一

三井船舶社長
- 三井高陽（初代社長）
- 佐々木周一
- 一井保造

大阪商船三井船舶 / 商船三井 社長
- 進藤孝二
- 福田久雄
- 権田次良
- 篠田義雄
- 永井典彦
- 近藤鎮雄
- 相浦紀一郎
- 転法輪奏
- 生田正治
- 鈴木邦雄
- 芦田昭充
- 武藤光一
- 池田潤一郎
- 橋本剛（日本の経営者）

## 主な関連する会社
（業種別）
- 海運
  - 旭タンカー
  - 商船三井ドライバルク
  - 商船三井内航
  - MOLケミカルタンカー
  - 日産専用船
  - 商船三井オーシャンエキスパート（前身企業の1つの松岡汽船は松岡修造 (実業家)が創業。その玄孫かつ阪急電鉄創業者小林一三の曾孫が元テニスプレーヤーでスポーツコメンテーターの松岡修造）
  - オーシャン ネットワーク エクスプレス ホールディングス
- 客船
  - 商船三井クルーズ
- フェリー
  - 商船三井さんふらわあ
  - 名門大洋フェリー
- 曳船
  - 日本栄船
- 港湾ターミナル
  - 宇徳
  - 商船港運
  - ジャパンエキスプレス (横浜) ‐ 解散
  - ジャパンエキスプレス (神戸)
- 物流
  - 商船三井ロジスティクス
- 不動産
  - 商船三井興産
  - ダイビル
- その他
  - 商船三井システムズ
  - 商船三井テクノトレード
  - MOLビジネスサポート
  - エムオーツーリスト
  - 東京汽船 - 同社の主要株主

## スポンサー
- 鹿島アントラーズ - クラブパートナー
- FC東京 - クラブスポンサー

## 不祥事・事故

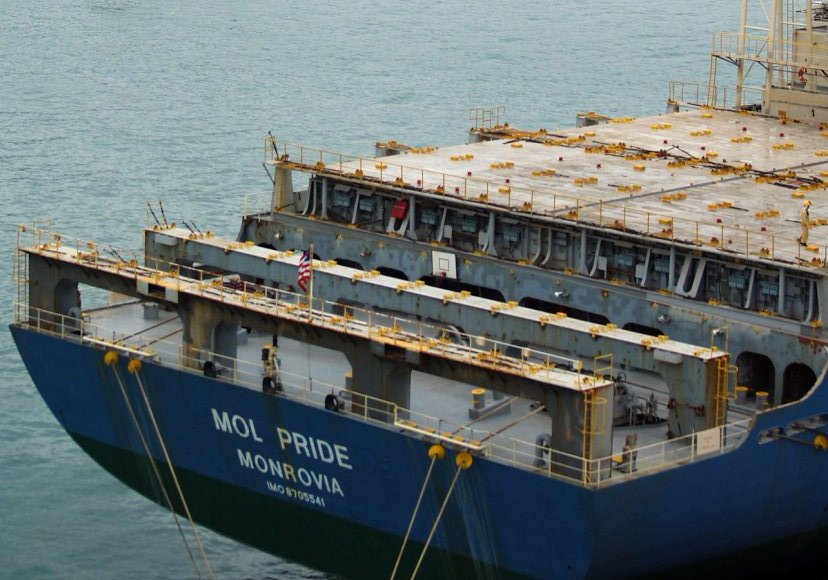
商船三井の多くの船が便宜置籍船

- 2006年7月24日に、商船三井が運航していた自動車運搬船「COUGAR ACE」が、日本から北米向けにマツダ及びいすゞ製の車両を5000台弱を輸送していた途中、アリューシャン列島南方沖にて大きく転覆。乗員は全員アメリカ沿岸警備隊およびアメリカ空軍のヘリコプターで救助され、船もその後シアトルまで曳航されたものの、搭載していた全車両はマツダ及びいすゞの意向により廃棄処分となった。尚本船は修理された後運航に復帰し、2020年に除籍されるまで運航されていた。
- 2019年1月8日（発表日） - 豪華客船「にっぽん丸」が、2018年12月30日午後9時過ぎ、グアムの港で桟橋と接触する事故を起こし、現地当局の検査で男性船長（50代）からアルコールが検知されたと発表した。日本の基準を超える量であった。事故はグアムを出発した直後に発生。男性船長が操船し、船の後部に穴があくなどした。乗員乗客計624名にけがはなく、燃料漏れもなかった[18]。2019年3月8日、国土交通省は、当社に対し海上運送法第19条第2項に基づく輸送の安全の確保に関する命令を出した[19]。
- 2020年7月26日に、長鋪汽船の関連会社を通じてチャーター（用船契約）した貨物船「WAKASHIO」がインド洋モーリシャス沖にて座礁、大量の重油が流出[20]。モーリシャス政府はサンゴ礁などが被害を受け危機的な状況にあるとして環境上の緊急事態を宣言した[21]。8月9日、事故の捜査の一環としてモーリシャスの裁判所が出した捜索令状に基づき、「わかしお」に立ち入って航海日誌や通信記録などを押収する方針を発表した[22]。
- 2022年2月16日に、商船三井が運航していた自動車運搬船「FELICITY ACE」が北大西洋のアゾレス諸島南西沖を航行中に貨物室から出火[23]。乗客乗員は全員救助されたものの、本船の火災は続き、消火と船の曳航[24]が試みられたものの、最終的には翌月1日の9時頃に沈没した[25]。なお、この船にはドイツからアメリカ向けにポルシェやランボルギーニを始めとするフォルクスワーゲングループの自動車3,965台が積載されていた[26][27]。

## テレビ番組
- 日経スペシャル ガイアの夜明け 「新・大航海時代が来た!」 ～長江2700キロ 海運マンの挑戦～（2006年2月7日、テレビ東京）[28] - 対中国戦略を取材。